# Sofia Fuoco
Sofia Fuoco (Milà, 16 de gener de 1830 - Carate Urio, província de Como, 4 de juny de 1916) fou una ballarina italiana, nascuda Maria Brambilla; el seu nom artístic, Fuoco (nom de la mare, donat perquè hi havia més d'una "Maria Brambilla" a l'escola de ball), "Foc" en italià.
El seu pare era pintor, entrà sent molt jove en l'escola de Carlo Blasis i debutà a La Scala el 1839. També actuà en l'Òpera de París i en el Teatre Reial de Madrid entre 1846 i 1850, així com en el Gran Teatre del Liceu de Barcelona.
Posseïa una forta tècnica, sobretot a les puntes, pel que fou anomenada pointue. Aconseguí gran èxit i honors amb Henry IV, obra auspiciada per l'entusiasta Théophile Gautier, amb la música d'Ambroise Thomas i coreografia de Mazilier, i amb balls de Blasis, Perrot i Coppini, alguns dels quals passaren ser els seus cavalls de batalla. Creà la versió italiana del cèlebre Pas de quatre Perrot-Pugni, amb Taglioni, Rosati i Vente el 1846 a Milà.
Es retirà dels escenaris el 1850. Apareix retratada en el llibre Le regine della danza, de Gastone Monaldi (Torí, 1910) i en les pàgines que hi dedicà Ivor Guest a The Romantic Ballet (Londres, 1966).